# Canastra (circuito turístico)

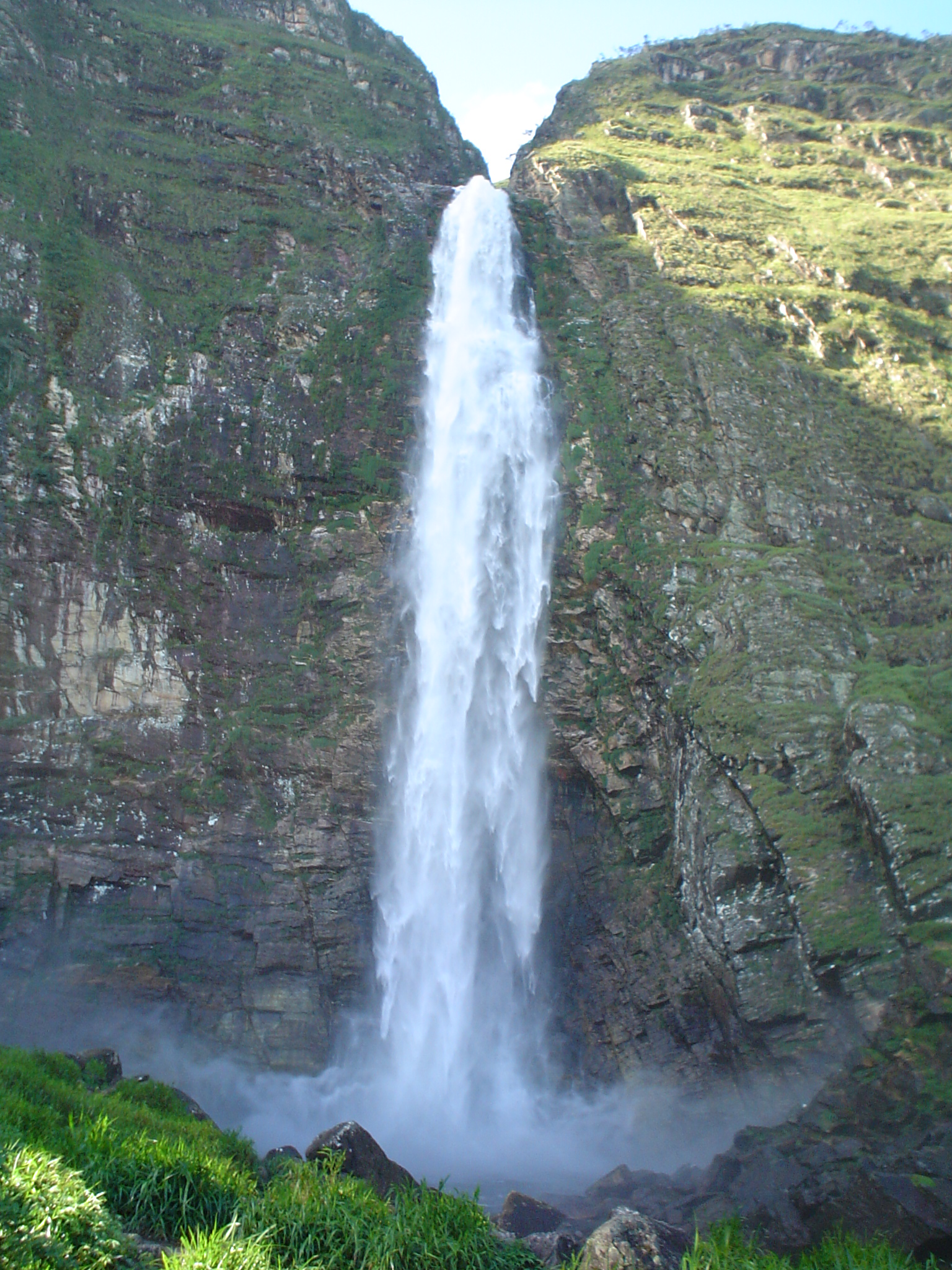
Cachoeira Casca d'Anta, no município de São Roque de Minas

Canastra, conhecido também como Circuito da Canastra, é um circuito turístico do estado brasileiro de Minas Gerais.

## Localização
Localizado na confluência das mesorregiões do Triângulo Mineiro e Alto Paranaíba e do Oeste de Minas, o circuito é constituído por seis municípios: Araxá, Campos Altos, Perdizes, Sacramento, São Roque de Minas e Tapira.

## Acesso
As principais rodovias que integram os municípios do circuito são as federais BR-146, BR-262 e BR-452, além da rodovia estadual MG-428. O circuito é servido ainda pelo Aeroporto de Araxá, que tem voos regulares para Belo Horizonte, São Paulo-Guarulhos, Uberaba e Uberlândia.

## Patrimônio natural
O circuito se destaca pela presença do Parque Nacional da Serra da Canastra, onde está localizada a nascente histórica do rio São Francisco.

## Patrimônio histórico

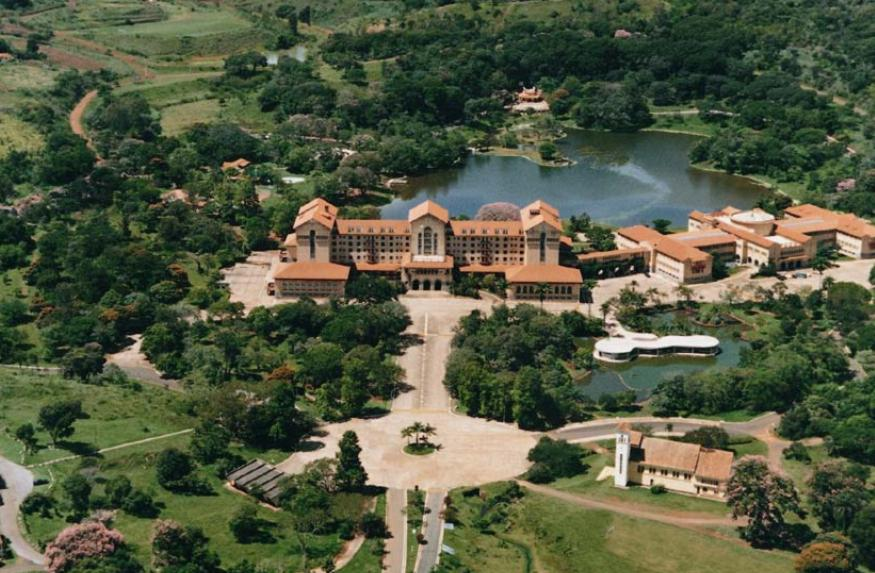
Complexo Hidrotermal e Hoteleiro do Barreiro, em Araxá

Dentre as edificações que constituem o patrimônio histórico tombado pelo Instituto Estadual do Patrimônio Histórico e Artístico de Minas Gerais estão a capela de São Sebastião e o Complexo Hidrotermal e Hoteleiro do Barreiro, em Araxá, e as igrejas de Nossa Senhora do Desterro e de Nossa Senhora do Rosário em Sacramento.